# Годора (Сачхерський муніципалітет)
Годора (груз. ღოდორა) — село в Грузії.
За даними перепису населення 2014 року в селі проживає 150 осіб.